# Герої Радянського Союзу та кавалери Ордена Слави Хмельницької області
У цьому списку представлені, по районах, Герої Радянського Союзу і повні кавалери ордена Слави, які народилися на території сучасної Хмельницької області. Список містить інформацію про дату Указу про присвоєння звання, номер медалі «Золота Зірка» рід військ, посаду та військове звання на час присвоєння звання Героя Радянського Союзу, місце народження, роки життя (дата народження і дата смерті/загибелі) та місце поховання.
| № п/п                        | Фото                    | П. І. Б.                                                                            | Дата Указу Номер нагороди                                | Рід військ              | Посада Звання                                                 | Роки життя                              | Роки життя                                          |
| ---------------------------- | ----------------------- | ----------------------------------------------------------------------------------- | -------------------------------------------------------- | ----------------------- | ------------------------------------------------------------- | --------------------------------------- | --------------------------------------------------- |
| Білогірський район:          |                         |                                                                                     |                                                          |                         |                                                               |                                         |                                                     |
| 1                            | Герой Радянського Союзу | Майборський Володимир Петрович                                                      | 24.03.1945 № 7344                                        | Піхота                  | кулеметник, рядовий                                           | нар. 01.10.1911 Зіньки                  | пом. 07.01.1987 Зіньки                              |
| 2                            | Герой Радянського Союзу | Омельчук Григорій Купріянович *** [Архівовано 4 березня 2016 у Wayback Machine.]    | 13.09.1944 № 4270                                        | Піхота                  | командир батальйону, капітан                                  | нар. 25.01.1920 Мала Боровиця           | пом. 03.03.1983 Івано- Франківськ                   |
| 3                            |                         | Ткачук Іван Олексійович                                                             | 10.04.1945                                               | Бронетанкові війська    | командир полку, майор                                         | нар. 1919 Жижниківці                    | пом. 03.02.1945 Одерський плацдарм, (Хобеня, Польща |
| Віньковецький район:         |                         |                                                                                     |                                                          |                         |                                                               |                                         |                                                     |
| 4                            | Герой Радянського Союзу | Бараболько Михайло Петрович                                                         | 14.09.1945 № 8838                                        | Морська піхота          | командир батальйону, майор                                    | нар. 03.08.1909 Нетечинці               | пом. 08.02.1989 Одеса                               |
| 5                            |                         | Канарчик Олександр Іванович                                                         | 21.07.1944                                               | Інженерні війська       | командир батальйону, майор                                    | нар. 14.08.1904 Пирогівка               | пом. 24.08.1944 Вороново, Білорусь                  |
| 6                            |                         | Ортинський Микола Гнатович                                                          | 24.12.1943 № 2467                                        | Артилерія               | командир полку, гвардії майор                                 | нар. 19.12.1914 Женишківці              | пом. 10.06.1982 Ташкент, Узбекистан                 |
| 7                            | Герой Радянського Союзу | Писаренко Павло Трохимович                                                          | 28.04.1945 № 4983                                        | Артилерія               | командир гармати танку, гвардії сержант                       | нар. 10.10.1921 Станіславівка           | пом. 07.12.1996 Віньківці                           |
| 8                            | Герой Радянського Союзу |                                                                                     |                                                          |                         |                                                               |                                         |                                                     |
| Волочиський район:           |                         |                                                                                     |                                                          |                         |                                                               |                                         |                                                     |
| 9                            |                         | Атаман Адам Іванович                                                                | 24.03.1945 № 8610                                        | Піхота                  | командир взводу, лейтенант                                    | нар. 04.10.1920 Видава                  | пом. 09.10.1991 Вінниця                             |
| 10                           |                         | Малиновський Цезар Казимирович                                                      | 27.02.1945 № 7269                                        | Бронетанкові війська    | командир взводу, старший лейтенант                            | нар. 08.12.1922 Купіль                  | пом. 29.07.2002 Київ                                |
| 11                           | Герой Радянського Союзу | Мальон Арсентій Антонович                                                           | 23.02.1945 № 6136                                        | Авіація                 | командир ескадрильї, майор                                    | нар. 20.04.1921 Гречана                 | пом. 03.02.1950 Барановичі, Білорусь                |
| Городоцький район:           |                         |                                                                                     |                                                          |                         |                                                               |                                         |                                                     |
| 12                           | Герой Радянського Союзу | Алексєєв Яків Савович                                                               | 03.06.1944 № 3439                                        | Піхота                  | командир відділення, сержант                                  | нар. 25.12.1919 Кузьмин                 | пом. 18.01.1998 Полтава                             |
| 13                           |                         | Гранатюк Петро Миколайович                                                          | 27.06.1945 № 188 20.09.1944 № 1889 31.01.1944 № 41427    | Медична служба          | гвардії молодший сержант, санінструктор                       | нар. 10.12.1922 Пільний Олексинець      | пом. 07.12.2012 Подольськ (Росія)                   |
| 14                           | Герой Радянського Союзу | Карась Сава Леонтійович                                                             | 24.03.1945 № 5464                                        | Піхота                  | заступник командира полку, майор                              | нар. 27.02.1905 Немиринці               | пом. 26.03.1963 Маріуполь                           |
| 15                           | Герой Радянського Союзу | Стефанюк Олексій Іванович                                                           | 1999                                                     | Піхота                  | солдат-снайпер                                                | нар. 8.5.1919 Підлісний Олексинець      | пом. .2008 Ніжин                                    |
| 16                           |                         | Фарін Петро Опанасович                                                              | 15.05.1946 № 825 21.03.1945 № 19129 01.02.1945 № 277757  | розвідник               | заступник командира відділення, сержант                       | нар. 20.11.1923 Яхнівці                 | пом. 19.11.2001 Кам'янець-Подільський               |
| Деражнянський район:         |                         |                                                                                     |                                                          |                         |                                                               |                                         |                                                     |
| 17                           | Герой Радянського Союзу | Гребенюк Євтей Мойсейович                                                           | 24.03.1945                                               | Піхота                  | помічник командира взводу, старший сержант                    | нар. 20.03.1900 Волоське                | пом. 20.08.1944 Кельме, Литва                       |
| 18                           |                         | Рудник Макар Прокопович *** [Архівовано 4 березня 2016 у Wayback Machine.]          | 27.06.1945 18.09.1944 24.01.1944                         | Артилерія               | командир відділення молодший сержант                          | нар. 01.05.1923 Згарок                  | пом. 27.10.1993 Садове                              |
| 19                           | Герой Радянського Союзу | Мевш Михайло Павлович                                                               | 20.04.1945                                               | Військово-морський флот | розвідник матрос                                              | нар. 25.05.1921 Згарок                  | пом. 26.03.1944 Миколаїв                            |
| 20                           | Герой Радянського Союзу | Стрілецький Петро Федорович                                                         | 31.05.1944 № 3292                                        | Авіація                 | командир ланки, капітан                                       | нар. 13.11.1918 Криничне (нині Деражня) | пом. 09.01.1974 Москва, Росія                       |
| Дунаєвецький район:          |                         |                                                                                     |                                                          |                         |                                                               |                                         |                                                     |
| 21                           | Герой Радянського Союзу | Атаманчук Григорій Климентійович                                                    | 17.10.1943 № 1546                                        | Піхота                  | командир взводу, гвардії старший лейтенант                    | нар. 22.08.1922 Тернова                 | пом. 27.11.1994 Єсентуки, Росія                     |
| 22                           | Герой Радянського Союзу | Бачинський Дмитро Григорович                                                        | 10.04.1945 № 8894                                        | Артилерія               | командир батареї, капітан                                     | нар. 09.11.1920 Смотрич                 | пом. 30.11.2007 Львів                               |
| 23                           | Герой Радянського Союзу | Рогульський Франц Миколайович *** [Архівовано 4 березня 2016 у Wayback Machine.]    | 19.08.1944                                               | Авіація                 | командир ескадрильї, гвардії капітан                          | нар. 28.09.1916 Зеленче                 | пом. 22.08.1985 Одеса                               |
| Ізяславський район:          |                         |                                                                                     |                                                          |                         |                                                               |                                         |                                                     |
| 24                           |                         | Бортник Роман Йосипович                                                             | 24.03.1945 № 5159                                        | Піхота                  | командир полку, полковник                                     | нар. 28.07.1908 Плужне                  | пом. 17.04.1945 Познань, Польща                     |
| 25                           |                         | Гамрецький Михайло Григорович                                                       | 15.05.1946 17.10.1944 02.08.1944                         | Медична служба          | гвардії молодший сержант, санінструктор                       | нар. .1911 Великі Пузирки               | ?                                                   |
| 26                           |                         | Делегей Микола Купріянович                                                          | 01.07.1944 № 4280                                        | Авіація                 | командир полку, майор                                         | нар. 24.10.1911 Комини                  | пом. 03.10.1945 Калінінград, Росія                  |
| 27                           |                         | Захарчук Микола Максимович                                                          | 10.01.1944 № 5826                                        | Піхота                  | командир взводу, старший лейтенант                            | нар. 01.01.1923 Влашанівка              | пом. 14.07.2005 Київ                                |
| 28                           |                         | Онищук Олег Петрович                                                                | 05.05.1988 № 11577                                       | Спецназ                 | заступник командира роти, старший лейтенант                   | нар. 12.08.1961 Путринці                | пом. 31.10.1987 Ізяслав                             |
| 29                           |                         | Тимощук Дмитро Іванович                                                             | 26.10.1943 № 1484                                        | Війська зв'язку         | командир відділення, старшина                                 | нар. 03.11.1919 Плужне                  | пом. 12.07.1999 Плужне                              |
| Кам'янець-Подільський район: |                         |                                                                                     |                                                          |                         |                                                               |                                         |                                                     |
| 30                           |                         | Андрейцев Іван Федорович *** [Архівовано 4 березня 2016 у Wayback Machine.]         | 30.12.1976 05.05.1945 14.04.1945 16.07.1944              | Піхота                  | кулеметник, молодший сержант                                  | нар. 12.04.1912 Велика Слобідка         | пом. 24.12.1985 Велика Слобідка                     |
| 31                           |                         | Горшков Сергій Георгійович                                                          | 07.05.1965 № 10684 21.12.1982 № 118/II                   | Генералітет             | головнокоманду- вач ВМФ СРСР, Адмірал Флоту Радянського Союзу | нар. 26.02.1910 Кам'янець-Подільський   | пом. 13.05.1988 Москва, Росія                       |
| 32                           |                         | Заріпов Володимир Галімович *** [Архівовано 31 березня 2014 у Wayback Machine.]     | 20.12.1951 31.05.1945 20.02.1945 15.10.1944              | Артилерія               | навідник гаубиці, гвардії молодший сержант                    | нар. 04.01.1925 Кам'янець-Подільський   | Кам'янець-Подільський                               |
| 33                           | Герой Радянського Союзу | Кадученко Йосип Андріянович                                                         | 22.07.1941 № 349                                         | Бронетанкові війська    | заступник командира батальйону, капітан                       | нар. 31.10.1906 Стара Ушиця             | пом. 13.03.1988 Запоріжжя                           |
| 34                           |                         | Міранський Анатолій Леонідович                                                      | 19.12.1991 04.06.1945 05.05.1945 20.03.1945              | Авіація                 | штурман літака, гвардії молодший сержант                      | нар. 31.12.1922 Кам'янець-Подільський   | пом. 19.05.1975 Москва                              |
| 35                           | Герой Радянського Союзу | Никольчук Микола Леонтійович                                                        | 15.05.1946                                               | Артилерія               | командир батареї, капітан                                     | нар. 06.12.1919 Оринин                  | пом. 10.10.1976 Ужгород                             |
| 36                           |                         | Сугеров Борис Андрійович                                                            | 23.09.1943                                               | Бронетанкові війська    | командир роти старший лейтенант                               | нар. 02.08.1921 Ходорівці               | пом. 12.02.1943 Ольховатка, Росія                   |
| Красилівський район:         |                         |                                                                                     |                                                          |                         |                                                               |                                         |                                                     |
| 37                           | Герой Радянського Союзу | Дячук Андрій Юхимович *** [Архівовано 4 березня 2016 у Wayback Machine.]            | 24.03.1945                                               | Інженерні війська       | командир відділення, старший сержант                          | нар. 13.12.1921 Великі Орлинці          | пом. 14.01.1945 Лишмарот, Угорщина                  |
| 38                           | Герой Радянського Союзу | Кізюн Петро Кіндратович                                                             | 29.06.1945 № 7713                                        | Авіація                 | заступник командира полку, майор                              | нар. 04.10.1917 Красилів                | пом. 18.03.1979 Вінниця                             |
| 39                           | Герой Радянського Союзу | Курко Олександр Петрович *** [Архівовано 4 березня 2016 у Wayback Machine.]         | 01.07.1944                                               | Артилерія               | командир гармати, сержант                                     | нар. 14.02.1913 Западинці               | пом. 24.01.1995 Красилів                            |
| 40                           | Герой Радянського Союзу | Леонтюк Антон Костянтинович                                                         | 22.08.1944 № 3091                                        | Артилерія               | командир батареї, гвардії капітан                             | нар. 19.12.1918 Антоніни                | пом. 17.11.1994 Кривий Ріг                          |
| 41                           |                         | Михайлюк Омелян Йосипович                                                           | 24.03.1945 № 5675                                        | Кавалерія               | командир ескадрону, лейтенант                                 | нар. 11.08.1919 Чернелівка              | пом. 25.04.1945 Гожув-Великопольсь- кий, Польща     |
| 42                           | Герой Радянського Союзу | Пахольчук Федір Єфремович                                                           | 22.07.1944 № 4023                                        | ВМФ                     | командир дивізіону, капітан 3 рангу                           | нар. 17.11.1916 Дворик                  | пом. 24.01.2012 Одеса                               |
| 43                           | Герой Радянського Союзу | Слободян Митрофан Лук'янович                                                        | 15.05.1946 № 9038                                        | Кавалерія               | парторг полку, гвардії капітан                                | нар. 22.11.1918 Пилипи                  | пом. 29.10.1984 Рига, Латвія                        |
| Летичівський район:          |                         |                                                                                     |                                                          |                         |                                                               |                                         |                                                     |
| 44                           |                         | Гізіс Микола Лазарович                                                              | 15.05.1946 № 1666 25.03.1945 № 16818 17.08.1944 № 163938 | Артилерія               | командир відділення, старший сержант                          | нар. 23.11.1916 Меджибіж                | пом. 18.07.1987 Хмельницький                        |
| 45                           |                         | Горбатюк Євген Михайлович                                                           | 04.03.1942 № 665                                         | Авіація                 | командир ескадрильї, старший лейтенант                        | нар. 23.10.1914 Копитинці               | пом. 02.03.1978 Москва, Росія                       |
| 46                           |                         | Матіков Олександр Пантелійович                                                      | 01.07.1944 № 1977                                        | Авіація                 | командир полку, підполковник                                  | нар. 15.11.1907 Лозни                   | пом. 08.03.1982 Київ                                |
| 47                           | Герой Радянського Союзу |                                                                                     |                                                          |                         |                                                               |                                         |                                                     |
| 48                           | Герой Радянського Союзу |                                                                                     |                                                          |                         |                                                               |                                         |                                                     |
| Новоушицький район:          |                         |                                                                                     |                                                          |                         |                                                               |                                         |                                                     |
| 49                           |                         | Гончарук Федір Євтихович                                                            | 13.09.1944 № 1674                                        | Бронетанкові війська    | командир роти, капітан                                        | нар. 22.05.1919 Куражин                 | пом. 04.08.1975 Нова Ушиця                          |
| Полонський район:            |                         |                                                                                     |                                                          |                         |                                                               |                                         |                                                     |
| 50                           | Герой Радянського Союзу | Гончаренко Микола Купріянович                                                       | 17.11.1943                                               | Артилерія               | командир САУ, молодший лейтенант                              | нар. 13.11.1918 Полонне                 | пом. 06.11.1943 під Києвом                          |
| 51                           |                         | Курачицький Володимир Васильович                                                    | 10.04.1945 № 4800                                        | Піхота                  | парторг батальйону, гвардії лейтенант                         | нар. 15.07.1913 Горошки (нині Полонне)  | пом. 15.03.1997 Вишнівчик                           |
| 52                           |                         | Сірик Кузьма Васильович                                                             | 04.07.1973 № 1924 15.05.1945 30.04.1945 14.03.1945       | Піхота                  | командир відділення, сержант                                  | нар. 14.07.1909 Новолабунь              | пом. 16.02.1994 Юровщина                            |
| Славутський район:           |                         |                                                                                     |                                                          |                         |                                                               |                                         |                                                     |
| 53                           | Герой Радянського Союзу | Андрощук Іван Степанович                                                            | 31.05.1945 № 7077                                        | Бронетанкові війська    | командир батальйону, гвардії капітан                          | нар. 14.11.1911 Ганнопіль               | пом. 6.8.1997 Дніпропетровськ                       |
| 54                           |                         | Одуха Антон Захарович                                                               | 07.08.1944 № 3983                                        | Партизани і підпільники | командир партизанського загону, лейтенант                     | нар. 25.02.1910 Іванівка                | пом. 15.05.1967 Львів                               |
| 55                           |                         | Олейнюк Клим Карпович                                                               | 13.09.1944                                               | Піхота                  | кулеметник, гвардії молодший сержант                          | нар. 1916 Лисиче                        | пом. 27.03.1944 Вознесенськ                         |
| 56                           |                         | Паперник Лазар Хаїмович                                                             | 21.07.1942                                               | Піхота                  | снайпер ОМСБОП, червоноармієць                                | нар. 01.09.1918 Славута                 | пом. 23.01.1942 Хлуднево, Росія                     |
| Старокостянтинівський район: |                         |                                                                                     |                                                          |                         |                                                               |                                         |                                                     |
| 57                           | Герой Радянського Союзу | Бабак Петро Корнійович                                                              | 23.09.1944                                               | Піхота                  | командир полку, підполковник                                  | нар. 06.09.1914 Костянець               | пом. 22.02.1992 Кишинів                             |
| 58                           |                         | Варчук Микола Ізотович                                                              | 28.09.1943                                               | Авіація                 | командир полку, майор                                         | нар. 28.08.1912 Стецьки                 | пом. 21.09.1943 Ромни                               |
| 59                           | Герой Радянського Союзу | Прокоп'юк Микола Архипович                                                          | 05.11.1944 № 4514                                        | Партизани і підпільники | розвідник командир партизанського загону, підполковник        | нар. 07.06.1902 Самчики                 | пом. 11.06.1975 Москва, Росія                       |
| Старосинявський район:       |                         |                                                                                     |                                                          |                         |                                                               |                                         |                                                     |
| 60                           | Герой Радянського Союзу | Ковтун Василь Юхимович                                                              | 15.01.1944 № 2654                                        | Піхота                  | командир роти, гвардії капітан                                | нар. 15.09.1921 Буглаї                  | пом. 30.01.1996 Кишинів, Молдова                    |
| 61                           | Герой Радянського Союзу | Левицький Василь Йосипович                                                          | 24.03.1945 № 5969                                        | Артилерія               | командир батареї САУ, старший лейтенант                       | нар. 12.02.1917 Ожарівка                | пом. 25.11.1990 Москва, Росія                       |
| 62                           |                         | Мончак Мефодій Степанович                                                           | 24.12.1943                                               | Артилерія               | заступник командира полку, гвардії капітан                    | нар. 1915 Харківці                      | пом. 17.01.1944 Київ                                |
| 63                           | Герой Радянського Союзу | Сидоришин Олексій Петрович                                                          | 15.05.1946                                               | Авіація                 | командир ланки, гвардії старший лейтенант                     | нар. 27.01.1921 Йосипівка               | пом. 07.11.1945 Йосипівка                           |
| 64                           | Герой Радянського Союзу | Тимощук Володимир Михайлович                                                        | 01.11.1943 № 3372                                        | Піхота                  | розвідник, гвардії сержант                                    | нар. 1923 Харківці                      | пом. 07.05.1966 Усурійськ                           |
| 65                           |                         | Шпак Григорій Іванович [Архівовано 31 березня 2014 у Wayback Machine.]              | 24.03.1945 29.09.1944 02.06.1944                         | Піхота                  | командир відділення, старшина                                 | нар. 18.04.1915 Заставці                | пом. 14.04.1995 Заставці                            |
| Теофіпольський район:        |                         |                                                                                     |                                                          |                         |                                                               |                                         |                                                     |
| 66                           |                         | Баюк Петро Ксенофонтович                                                            | 16.10.1943                                               | Піхота                  | командир батальйону, капітан                                  | * 12.01.1920 Гальчинці                  | † 05.10.1943 Чорнобиль                              |
| 67                           | Герой Радянського Союзу | Пархомчук Юхим Онуфрійович                                                          | 20.04.1945                                               | Морська піхота          | заступник командира відділення, матрос                        | * 01.06.1912 Червона Дубина             | † 28.03.1944 Миколаїв                               |
| 68                           | Герой Радянського Союзу | Сорока Артем Максимович                                                             | 21.03.1940                                               | Піхота                  | командир батальйону, капітан                                  | * 13.10.1902 Святець                    | † 12.02.1940 Санкт-Петербург                        |
| Хмельницький район:          |                         |                                                                                     |                                                          |                         |                                                               |                                         |                                                     |
| 69                           |                         | Вайсер Володимир Зельманович                                                        | 25.08.1944                                               | Бронетанкові війська    | командир танку, молодший лейтенант                            | * 17.07.1921 Проскурів                  | † 20.12.1943 Чоповичі                               |
| 70                           |                         | Гавришко Микола Йосипович                                                           | 26.04.1944 № 2405                                        | Бронетанкові війська    | командир батальйону, гвардії майор                            | * 18.10.1912 Давидківці                 | † 1976 Хмельницький                                 |
| 71                           | Герой Радянського Союзу | Ковац Петро Семенович                                                               | 12.04.1942                                               | Авіація                 | командир ескадрильї, старший лейтенант                        | * 1913 Захарівці                        | † 21.08.1941 Духовщина, Росія                       |
| 72                           | Герой Радянського Союзу | Козак Дмитро Васильович                                                             | 17.04.1943 № 729                                         | Піхота                  | командир полку, гвардії підполковник                          | * 12.09.1907 Данюки                     | † 19.09.1943 Донецьк                                |
| 73                           |                         | Руцький Олександр Володимирович                                                     | 08.12.1988 № 11589                                       | Авіація                 | заступник командувача ВПС 40-ї армії, полковник               | * 16.09.1947 Проскурів                  |                                                     |
| 74                           | Герой Радянського Союзу | Слободзян Василь Семенович                                                          | 17.11.1939 № 191                                         | Бронетанкові війська    | механік-водій танка, молодший командир                        | * 23.03.1916 Бахматівці                 | † .02.1942 пропав безвісти Барвінкове               |
| Чемеровецький район:         |                         |                                                                                     |                                                          |                         |                                                               |                                         |                                                     |
| 75                           | Герой Радянського Союзу | Бринський Антон Петрович                                                            | 04.02.1944 № 3349                                        | Партизани і підпільники | командир партизанської бригади, підполковник                  | * 10.06.1906 Андріївка                  | † 14.06.1981 Нижній Новгород, Росія                 |
| 76                           |                         | Головатюк Олександр Давидович                                                       | 22.02.1944                                               | Інженерні війська       | Командир відділення, сержант                                  | * 15.06.1922 Красноставці               | † 17.07.2004 Москва, Росія                          |
| 77                           | Герой Радянського Союзу | Коробчук Олександр Кіндратович                                                      | 16.05.1944                                               | Піхота                  | командир відділення, гвардії старший сержант                  | * 1918 Ружа                             | † 12.04.1944 річка Чатирлик, Крим                   |
| 78                           | Герой Радянського Союзу | Олійник Василь Петрович                                                             | 16.05.1944                                               | Піхота                  | стрілець, рядовий                                             | * 24.12.1903 Вікторівка                 | † 06.05.1983 Вікторівка                             |
| 79                           |                         | Павловський Іван Григорович                                                         | 21.02.1969 № 10712                                       | Генералітет             | заступник міністра оборони СРСР, Генерал армії                | * 24.02.1909 Теремківці                 | † 27.04.1999 Москва, Росія                          |
| Шепетівський район:          |                         |                                                                                     |                                                          |                         |                                                               |                                         |                                                     |
| 80                           | Герой Радянського Союзу | Клімович Сергій Іванович                                                            | 30.10.1943 № 1672                                        | Піхота                  | командир роти, лейтенант                                      | * 04.04.1909 Шепетівка                  | † 14.01.1946 Шепетівка                              |
| 81                           | Герой Радянського Союзу | Костров Станіслав Іванович                                                          | 24.03.1945                                               | Піхота                  | командир взводу, лейтенант                                    | * 10.03.1923 Шепетівка                  | Йошкар-Ола, Росія                                   |
| 82                           |                         | Котик Валентин Олександрович                                                        | 27.06.1958                                               | Партизани і підпільники | юний партизан-розвідник                                       | * 11.02.1930 Хмелівка                   | † 17.02.1944 Плужне                                 |
| 83                           |                         | Поліщук Іван Михайлович                                                             | 22.02.1944                                               | Піхота                  | командир полку, гвардії майор                                 | * 1916 Ленківці                         | † 29.09.1943 Синельникове                           |
| 84                           |                         | Швець Ульян Євграфович                                                              | 23.09.1944                                               | Піхота                  | командир батальйону, капітан                                  | * 17.06.1900 Березне                    | † 03.08.1944 Сандомир, Польща                       |
| Ярмолинецький район:         |                         |                                                                                     |                                                          |                         |                                                               |                                         |                                                     |
| 85                           | Герой Радянського Союзу | Баранов Володимир Петрович                                                          | 15.01.1944 № 4547                                        | Піхота                  | командир роти, лейтенант                                      | * 05.10.1919 Стріхівці                  | † 24.01.1980 Андріївка                              |
| 86                           |                         | Боровський Станіслав Казимирович *** [Архівовано 4 березня 2016 у Wayback Machine.] | 15.05.1946 09.03.1945 14.11.1944                         | Піхота                  | заступник командира взводу, гвардії старший сержант           | * 20.02.1914 Лисівка                    | † 16.01.1985 Владивосток, Росія                     |
| 87                           |                         | Венгер Костянтин Степанович *** [Архівовано 31 березня 2014 у Wayback Machine.]     | 10.04.1945 22.08.1944 19.03.1944                         | Бронетанкові війська    | командир танка, гвардії старший сержант                       | * 31.05.1921 Косогірка                  | † 19.05.1988 Ярмолинці                              |
| 88                           | Герой Радянського Союзу | П'явчик Іван Павлович                                                               | 27.02.1945                                               | Артилерія               | командир батареї, капітан                                     | * 1913 Жилинці                          |                                                     |
| 89                           | Герой Радянського Союзу | Рисюк Ілля Григорович                                                               | 10.04.1945                                               | Піхота                  | командир відділення, гвардії молодший сержант                 | * 15.05.1921 Соколівка                  | † 30.01.1945 Кемблув, Польща                        |
| 90                           | Герой Радянського Союзу | Хоптяр Степан Іванович                                                              | 10.04.1945                                               | Артилерія               | навідник гармати, сержант                                     | * 23.01.1921 Гробина, нині Ярмолинці    | † 29.04.1945 Жари, Польща                           |